# Numéro RTECS
Le numéro RTECS est un numéro attribué aux composés chimiques qui les classe dans le Registry of Toxic Effects of Chemical Substances (en français registre des effets toxiques des substances chimiques).
Cette publication du Department of Health and Human Services des États-Unis est un compendium de données sur la toxicité qui ont été extraites des ouvrages scientifiques. Elle a été préparée conformément à l'Occupational Safety and Health Act de 1970. Le RTECS renferme le nom de différentes substances chimiques, des données sur leur toxicité (voir ci-dessous), leurs synonymes, leur formule moléculaire, leur numéro RTECS et leur numéro d'enregistrement CAS. Il comporte également un index des numéros d'enregistrement CAS accompagnés des numéros RTECS correspondants, qui permet d'obtenir des données publiées dans le registre RTECS pour une substance dont seul le numéro CAS est connu.

## Données sur la toxicité
1. irritation primaire
2. effets mutagènes
3. effets sur la reproduction
4. effets cancérigènes
5. toxicité aiguë
6. autres toxicité à doses multiples

D'autres valeurs numériques de toxicité telles que DL50, CL50, TDLo, et TCLo sont notées ainsi que les espèces étudiées et voies d'administration utilisées.